# 日本の幼稚園の廃園一覧
日本の幼稚園の廃園一覧（にほんのようちえんのはいえんいちらん）は、日本の幼稚園における廃園の学校記事一覧である。

## 北海道地区
- 北海道幼稚園の廃園一覧

## 東北地区
- 青森県幼稚園の廃園一覧
- 岩手県幼稚園の廃園一覧
- 宮城県幼稚園の廃園一覧
- 秋田県幼稚園の廃園一覧
- 山形県幼稚園の廃園一覧
- 福島県幼稚園の廃園一覧

## 関東地区
- 茨城県幼稚園の廃園一覧
- 栃木県幼稚園の廃園一覧
- 群馬県幼稚園の廃園一覧
- 埼玉県幼稚園の廃園一覧
- 千葉県幼稚園の廃園一覧
- 東京都幼稚園の廃園一覧
- 神奈川県幼稚園の廃園一覧

## 中部地区
- 新潟県幼稚園の廃園一覧
- 富山県幼稚園の廃園一覧
- 石川県幼稚園の廃園一覧
- 福井県幼稚園の廃園一覧
- 山梨県幼稚園の廃園一覧
- 長野県幼稚園の廃園一覧
- 岐阜県幼稚園の廃園一覧
- 静岡県幼稚園の廃園一覧
- 愛知県幼稚園の廃園一覧

## 近畿地区
- 三重県幼稚園の廃園一覧
- 滋賀県幼稚園の廃園一覧
- 京都府幼稚園の廃園一覧
- 大阪府幼稚園の廃園一覧
- 兵庫県幼稚園の廃園一覧
- 奈良県幼稚園の廃園一覧
- 和歌山県幼稚園の廃園一覧

## 中国地区
- 鳥取県幼稚園の廃園一覧
- 島根県幼稚園の廃園一覧
- 岡山県幼稚園の廃園一覧
- 広島県幼稚園の廃園一覧
- 山口県幼稚園の廃園一覧

## 四国地区
- 徳島県幼稚園の廃園一覧
- 香川県幼稚園の廃園一覧
- 愛媛県幼稚園の廃園一覧
- 高知県幼稚園の廃園一覧

## 九州地区
- 福岡県幼稚園の廃園一覧
- 佐賀県幼稚園の廃園一覧
- 長崎県幼稚園の廃園一覧
- 熊本県幼稚園の廃園一覧
- 大分県幼稚園の廃園一覧
- 宮崎県幼稚園の廃園一覧
- 鹿児島県幼稚園の廃園一覧
- 沖縄県幼稚園の廃園一覧